# Ratia
Ratia es una ciudad de la India en el distrito de Fatehabad, estado de Haryana.

## Geografía
Se encuentra a una altitud de 218 m s. n. m. a 194 km de la capital estatal, Chandigarh, en la zona horaria UTC +5:30.

## Demografía
Según estimación 2011 contaba con una población de 30 189 habitantes.